# 12406 Zvíkov
12406 Zvíkov là một tiểu hành tinh vành đai chính với chu kỳ quỹ đạo là 1295.9473171 ngày (3.55 năm).
Nó được phát hiện ngày 25 tháng 9 năm 1995.